# Service Provider Interface
La Service provider interface (Interfícia de proveïdor de serveis) o SPI, és una tècnica de programació que permet la substitució de components sense canviar la interfície.
Les interfícies de prestació de serveis sovint s'utilitzen en Programació orientada a objectes en Java per als components que permeten la connexió a sistemes de gestió de bases de dades, la gestió de documents XML, la gestió dels diferents formats d'imatge, etc.